# Tovàrkovo (Tula)
|  | Per a altres significats, vegeu «Tovàrkovo». |

Tovàrkovo (en rus: Товарково) és un poble de l'óblast de Tula, a Rússia, segons el cens del 2010 tenia 909 habitants.